# 國際登山滑雪總會
國際登山滑雪總會（International Ski Mountaineering Federation，ISMF）是一個成立於2008年，專門管轄國際登山滑雪事務的組織。目前，該組有31個成員國加盟，旗下的主要比賽有世界冠軍賽和歐洲冠軍賽。它的總部設在意大利的維拉諾瓦蒙多夫伊。

## 外部連結
- 官方網站 （页面存档备份，存于）